# Gevlekte bergkwartel
De gevlekte bergkwartel (Cyrtonyx ocellatus) is een vogel uit de familie Odontophoridae. De wetenschappelijke naam van de soort is voor het eerst geldig gepubliceerd in 1837 door John Gould.

## Voorkomen
De soort komt voor van het zuidwesten van Mexico tot Nicaragua.

## Beschermingsstatus
Op de Rode Lijst van de IUCN heeft de soort de status kwetsbaar.